# MBTI

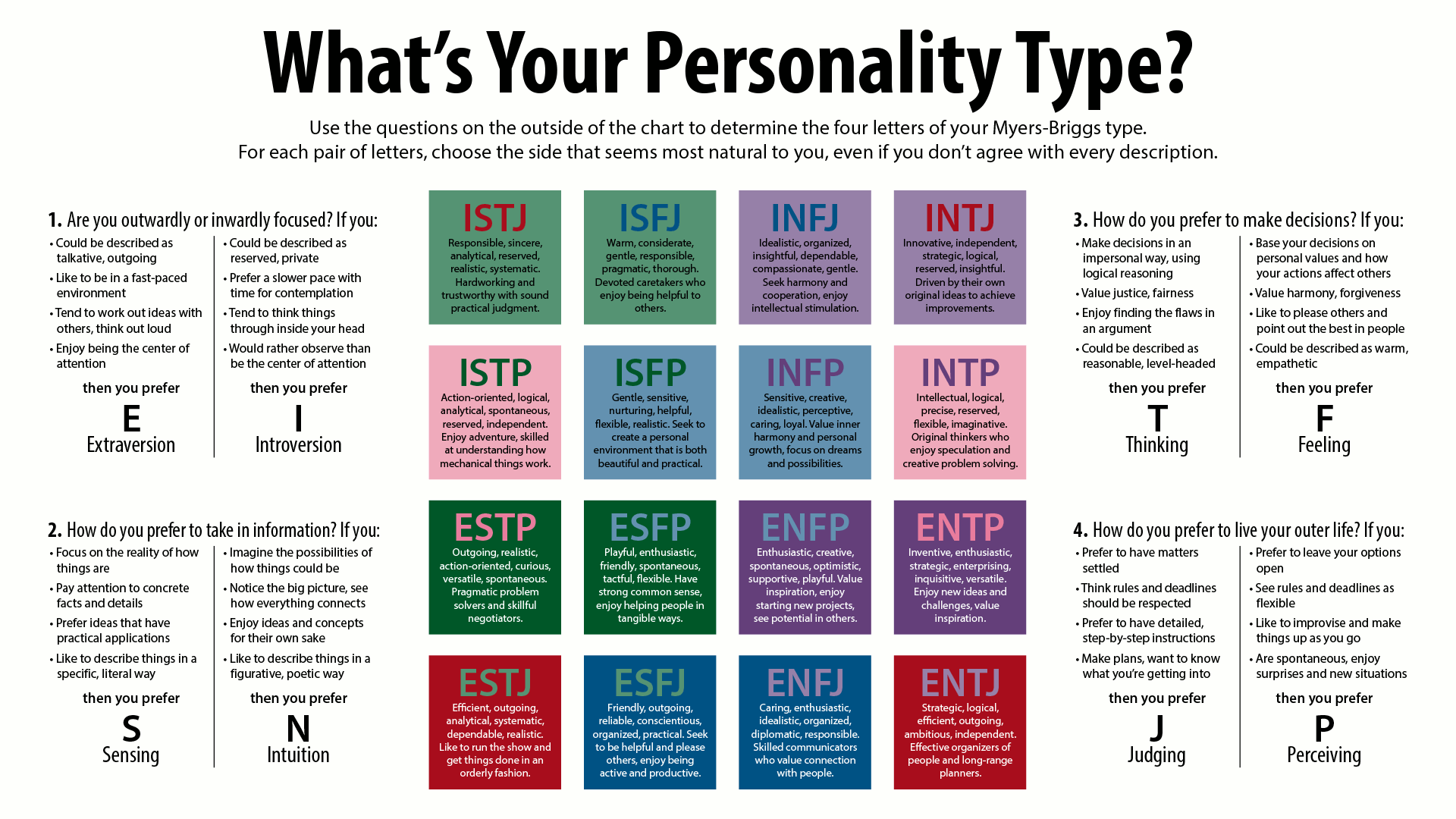
이 차트는 각 유형의 설명과 이론 중심인 4가지 요소를 나타낸다. 각 요소는 다시 두 가지 성향으로 구분한다.

MBTI 또는 마이어스-브릭스 유형 지표(영어: Myers-Briggs Type Indicator)는 개인이 쉽게 응답하는 자기보고서 문항으로 개인이 인식하고 판단하면서 각자 선호하는 경향을 찾고, 이러한 선호 경향들이 개인 행동에 어떤 영향을 미치는지 파악하여 실생활에 응용하려는 주장을 바탕으로 구성한 심리 검사이다.
MBTI 유형으로 자신의 유형을 16가지 중에서 찾는다.  캐서린 쿡 브릭스(Katharine C. Briggs)와  딸 이저벨 브릭스 마이어스(Isabel Briggs Myers)가 제작하였다. 카를 융의 성격 유형 이론을 근거로 하였다고 주장한다. 이 검사는 내향성 또는 외향성, 감각 또는 직관, 사고 또는 느낌, 판단, 지각의 네 가지 범주를 지정한다.

## 개발
최초 MBTI 매뉴얼은 1962년에 출판하였다. 이후 MBTI는 캘리포니아 대학교 버클리 인격 및 사회 연구소 소장인 도널드 맥키넌, 미시간 주립 대학교 및 오번 대학교 교수인 해롤드 그랜트(W. Harold Grant),  플로리다 대학교 교수인 메리 맥카울리(Mary H. McCaulley) 등이 추가적인 도움을 주었다. MBTI 출판물은 1975년 CPP(Consulting Psychologists Press)로 이옮겼고, 연구실로 심리학 유형 응용 연구소를 설립하였다.
1980년 5월 마이어스(Myers)가 사망한 후 메리 맥카울리(Mary McCaulley)는 MBTI 매뉴얼을 개선하였고, 1985년에 두 번째 판본을 출판하였다. 세 번째 판은 1998년에 나왔다.

## 구성
MBTI는 다음과 같은 네 가지 척도로 성격을 표시한다. 각각의 척도는 성격을 자석의 S극, N극처럼 반대인 두개의 극으로 나눈다.
| 지표                | 지표                | 설명                                          |
| ------------------- | ------------------- | --------------------------------------------- |
| 내향 (Introversion) | 외향 (Extroversion) | 선호하는 세계: 내면 세계 / 세상과 타인        |
| 직관 (iNtuition)    | 감각 (Sensing)      | 인식형태: 실제 너머로 인식 / 실제적인 인식    |
| 감정 (Feeling)      | 사고 (Thinking)     | 판단기준: 관계와 사람 위주 / 사실과 진실 위주 |
| 인식 (Perceiving)   | 판단 (Judging)      | 생활 양식: 즉흥적인 생활 / 계획적인 생활      |

네 가지 척도마다 두 가지 경우가 존재하므로, 24 = 16가지의 유형을 만든다. 유형은 각 경우를 나타내는 알파벳 첫글자를 따라 네 글자이며 "ENFP"로 표시한다. 다음은 MBTI의 유형들이다.
| 유형                                                                                | 유형 | T    | T    | T    | T    | F    | F    | F    | F    |
| ----------------------------------------------------------------------------------- | ---- | ---- | ---- | ---- | ---- | ---- | ---- | ---- | ---- |
| 유형                                                                                | 유형 | J    | J    | P    | P    | J    | J    | P    | P    |
| I                                                                                   | S    | ISTJ | ISTJ | ISTP | ISTP | ISFJ | ISFJ | ISFP | ISFP |
| I                                                                                   | N    | INTJ | INTJ | INTP | INTP | INFJ | INFJ | INFP | INFP |
| E                                                                                   | S    | ESTJ | ESTJ | ESTP | ESTP | ESFJ | ESFJ | ESFP | ESFP |
| E                                                                                   | N    | ENTJ | ENTJ | ENTP | ENTP | ENFJ | ENFJ | ENFP | ENFP |
| E (외향) \| I (내향) S (감각) \| N (직관) T (사고) \| F (감정) J (판단) \| P (인식) |      |      |      |      |      |      |      |      |      |

## 비판
MBTI는 다른 심리 지표에 비해 신뢰도와 타당도가 떨어진다는 비판이 있다. 일부 학술 연구자들은 MBTI 결과를 신뢰하지 못한다고 지적한다. 구체적으로 MBTI는 다음과 같은 측면에서 결함 요소가 있다.
- 낮은 유효성(예: 측정하려는 것을 측정하지 않음, 예측 동력이 없음 또는 일반화할 사안이 없음)
- 낮은 신뢰성(상황이 조금만 달라져도 동일 인물에 다른 결과가 나옴)
- 비독립적인 항목 측정(일부 이분법적 성향이 사안을 정확히 나누지 못하며, 관련이 없어야 하는 반대 극들이 상관관계를 지님)
- 포괄적이지 않음[8][9][10][11][12]

이 지표에 학술계 평가는 "중국의 포춘 쿠키와 다름없다", "거의 의미 없다", "현존하는 최악의 성격 검사 중 하나" 등이다.
심리 측정 도구로서 MBTI의 타당성 (통계적 타당도 및 검사 타당도)은 많은 비판을 받았다.
MBTI 자료의 3분의 1과 절반 사이 정도는 MBTI 본부에서 관련교육을 제공하고 자금 지원을 받는 기관인 "심리 유형 적용 센터"(Center for the Application of Psychological Type)의 특별 회의에서 제작했다고 추정하며, MBTI 자료와 항목 연구 내용은 MBTI 자체 연구서인〈Journal of Psychological Type〉의 논문으로 제공한다. 이에 중립적이지 않으며 주요 정밀 조사가 부족하다고 주장한다. MBTI 개선 연구의 대부분은 연구 방법론이 취약하거나 추가적인 분석 기법을 적용해야 한다. 가드너와 마틴코의 1996년 논문에서 다음과 같이 결론을 내렸다. "유형 선호도와 관리 효율성 관계를 지나치게 단순화해서 성격 관련성을 분석하는 방법론은 실망스러웠다. 실제로 연구 항목들이 뒤섞이고, 일관성이 없는 MBTI 결과를 보자면 MBTI에 확실한 결론은 없다."
심리학자 로버트 호건(Robert Hogan) 연구에서 "대부분의 성격 심리학자는 MBTI를 정교한 중국 포춘 쿠키와 다름없다고 여긴다."고 밝혔다.
많은 성격 검사와 달리 MBTI에서 사회적으로 바람직한 응답인지 평가하는 유효성 척도를 적용하지 않는다. 그렇기에 응답자는 거짓으로 응답할 확률이 높아진다. MBTI의 검사 후 재검사에 대한 신뢰성은 매우 낮은 경향이 있다. 응답자의 39%에서 76% 사이의 많은 사람들이 불과 5주 만에 재검사할 때 다른 유형으로 나온다는 것이다.
캘리포니아 대학 와튼 스쿨 교수 애덤 그랜트 연구 내용은 일반 대중의 시각을 보여준다. 이미 MBTI에 수천 명이 돈과 시간을 지속적으로 투자했다. 그리고 남들 성향과 특히 본인 성향 정보를 제공하므로 심리학자들이 회의적으로 보는 MBTI에 일반 대중들은 열광한다.

## 이슈
한편 여러 연구들은 MBTI(마이어스-브릭스 유형 지표)가 융(Jung)의 심리적 유형이론에 기반하면서도 한편으로는 5요인 성격모델과 공유되는 유의미한 상관을 가지고있으며 이러한 맥락에서 MBTI가 신뢰도와 타당도에서 더욱 강화되고 개발될 수 있는 가능성을 제안한 바 있다. 또한 NEO-PI와의 프레임워크에서도 MBTI(마이어스-브릭스 유형 지표)가 신뢰도와 타당도에서 상관관계가 밝혀진 바 있다.
이러한 연구결과들에도 불구하고 MBTI(마이어스-브릭스 유형 지표)가 제안하는 주요한 프로세스는 개인이 자신의 내면과 삶을 되짚어보고 이를 기반으로 미래를 향해 자신의 가치와 성격을 보다 긍정적이고 유리하게 전개해 나갈 수 있는 기준이 되어줄 수 있다는 점에서 심리학적 테스트로서 그 중요성을 시사하고 이를 인정받고 있다. MBTI에 따라 추천 직업도 각각 있다.

## 오용
현대에는 MBTI가 널리 퍼져있는 만큼 오용되는 사례도 많다. 대중에 퍼진 잘못된 과학 지식을 바로잡는 것도 과학자의 소임이기 때문에, MBTI가 BIG5, 또는 이후 제안되는 다른 대안 이론들에 의해 완전히 대체될 때까지 이런 비판을 계속 받을 것이다.
MBTI에 과몰입하여 오해를 하기도 한다. 'I 유형(내향형)이니 사회성이 부족할 것이다', 'J 유형(판단형)이니 매우 계획적일 것이다' 등의 편견이 대표적이며, 사람의 행동거지를 보고 임의대로 판단하는 사례도 찾을 수 있다. 그리고 자신의 성격적인 결함에 대해 방어 기제로 사용하는 경우도 많다. 자신이 어떤 유형이라 그렇다며 합리화하는 식이다.

## 같이 보기
- 미네소타 다면적 인성검사
- PAI
- 심리 점성술
- 사회인격학

## 참고 문헌
- 다양한 장면에서 수행을 예측하기 위한 5 요인 성격모델의 사용가능성과 한계(Predictability of Big-Five personality model to performance in a variety of settings and its limitation : A meta - analysis) 유태용,  민병모 <한국심리학회지 : 산업 및 조직> 제14권 제2호  2001.11  115 - 134 (20 pages)